# Front social démocrate
Le Front social démocrate (FSD, en anglais : Social Democratic Front, SDF) est le parti politique leader d'opposition au Cameroun. Le parti est dirigé depuis sa création le 26 mai 1990 par Ni John Fru Ndi et obtient un fort soutien populaire dans les régions anglophones du nord-ouest et du sud-ouest du pays ainsi que dans des villes francophones comme Douala, la capitale économique. D'orientation de centre gauche, il est membre de l'Internationale socialiste. Il a pour emblème une balance placée sur une urne sur fond vert couleur de paysage tropical.
Le parti a été fondé en 1990 au lendemain du retour du pays au multipartisme. C'est le principal opposant au parti au pouvoir, le Rassemblement démocratique du peuple camerounais.

## Structure et organisation du parti
Le 28 octobre 2023, Joshua Osih est élu pour cinq ans à la tête de la présidence du parti du SDF.

## Résultats électoraux

### Élections présidentielles
John Fru Ndi a été le candidat du parti aux élections présidentielles de 1992, de 2004 et de 2011 et à chaque fois, il était classé second derrière le président Paul Biya.
Le SDF avait remporté 37 % des suffrages lors de l'élection présidentielle de 1992 et considère que la victoire lui a alors été confisquée.
Aux élections présidentielles du 9 octobre 2011, Ni John Fru Ndi, candidat du SDF, a obtenu 10,71 % des suffrages d'après les résultats officiels.
Aux élections présidentielles du 07 octobre 2018, il ne s'est pas présenté, remplacé par Joshua Osih, plesbicité lors de primaires survenue l'année d'avant.
| Année | Candidat        | 1er tour  | 1er tour | 1er tour |
| Année | Candidat        | Voix      | %        | Rang     |
| ----- | --------------- | --------- | -------- | -------- |
| 1992  | Ni John Fru Ndi | 1 066 602 | 36,0     | 2e       |
| 1997  | boycott         | boycott   | boycott  | boycott  |
| 2004  | Ni John Fru Ndi | 654 066   | 17,40    | 2e       |
| 2011  | Ni John Fru Ndi | 518 175   | 10,71    | 2e       |
| 2018  | Joshua Osih     | 118 706   | 3,35     | 4e       |

### Élections législatives
Au terme des élections de 2013, le Front social démocrate compte dix-huit députés à l'assemblée nationale contre 43 en 1997 et 22 en 2002, et 16 en 2007.
Aux élections législatives des 30 juin et 15 septembre 2002, le SDF a remporté 22 des 180 sièges de l'assemblée nationale camerounaise.
| Année | Voix    | %       | Rang    | Sièges   | Gouvernement        |
| ----- | ------- | ------- | ------- | -------- | ------------------- |
| 1992  | boycott | boycott | boycott | boycott  | Extra-parlementaire |
| 1997  | 685 689 | 23,74   | 2e      | 43 / 180 | Opposition          |
| 2002  | —       | —       | 2e      | 22 / 180 | Opposition          |
| 2007  | 425 435 | 13,60   | 2e      | 16 / 180 | Opposition          |
| 2013  | 508 901 | 12,65   | 2e      | 18 / 180 | Opposition          |
| 2020  | —       | —       | 3e      | 5 / 180  | Opposition          |

### Élections sénatoriales
Au terme des sénatoriales de mars 2018, le parti dispose de sept sièges sur les 100 que compte le Sénat, contre quatorze sièges lors de la première législature de 2013 à 2018. Le parti perd tout ses sièges lors des élections sénatoriales de 2023
| Année | Voix  | %     | Sièges   | Rang | Résultat            |
| ----- | ----- | ----- | -------- | ---- | ------------------- |
| 2013  | 1 684 | 17,69 | 14 / 100 | 2e   | Opposition          |
| 2018  | 846   | 8,61  | 7 / 100  | 2e   | Opposition          |
| 2018  | 40    | 0,37  | 0 / 100  | 9e   | Extra-parlementaire |

## Contestations
En 2006, le SDF a tenu deux congrès simultanément à la suite de querelles internes : celui des « légitimistes » et celui des « dissidents ».
L’aile « légitimiste » a reconduit sans surprise à la présidence Ni John Fru Ndi, fondateur du SDF, à l’issue d’un congrès de trois jours qui s’est tenu à Bamenda.
L’aile « dissidente » a tenu des assises concurrentes à Yaoundé et a élu à la présidence du SDF Bernard Muna. Des affrontements entre militants des deux camps ont fait un mort, Grégoire Diboulé, dans les rangs des « dissidents » lors de ce congrès. Ni John Fru Ndi a été mis en examen « complicité d’assassinat, blessures simples et blessures légères » avec une vingtaine d'autres dirigeants du parti en août 2006 à la suite de ce décès.
La justice a été appelée pour trancher de la légitimité des deux factions.
Selon plusieurs enquêtes dont celles de  Xavier Luc Deutchoua et du  Comité catholique contre la faim et pour le développement, Ni John Fru Ndi aurait accumulé une fortune de plus de 125 millions de dollars, dont  “plus de 70 % de l’argent provient de ses deals politiques avec le chef de l’État camerounais en fonction”, en particulier  “entre juin 2002 et 2005”. Il est en outre accusé d’avoir perçu 500 millions de Fcfa lors de la présidentielle de 2004 pour casser la dynamique de l’opposition.
En avril 2021, Jean-Michel Nintcheu serait prêt à succéder à John Fru Ndi à la tête du SDF.